# Toni Bestard
Toni Bestard (Buñola, Baleares, 6 de noviembre de 1973) es un director de cine español, con tres películas estrenadas hasta el momento, dos series de ficción y numerosos cortometrajes multipremiados. En el año 2012 estrenó su primer largometraje de ficción, El perfecto desconocido, protagonizado por el actor irlandés Colm Meaney. En noviembre de 2015 estrenó su segunda película, el largometraje documental I Am Your Father, sobre David Prowse, el actor que interpretó al mítico Darth Vader. En 2020 presentó su tercera película, Pullman, basada en uno de sus más exitosos cortometrajes, El viaje. En los últimos años ha realizado dos series para televisión, "Furia" y "Norats". Desde el año 2023, Toni Bestard es Miembro de la Academia de Hollywood (Academy of Motion Picture Arts and Sciences), siendo el único director mallorquín que forma parte de esta prestigiosa institución.

## Biografía

### Nacimiento e infancia
Toni Bestard nació el 6 de noviembre de 1973 en Buñola, en la isla de Mallorca.

### Comienzos
A los veintiún años decidió marcharse a Madrid donde estudió la carrera de Dirección Cinematográfica y Realización de TV, en la Escuela TAI. Sus primeros trabajos fueron en el campo de la televisión, aunque paralelamente empezó a dirigir cortometrajes.

### Siguiente etapa
En el año 2002 estrenó su primer cortometraje en solitario, El viaje, con el que triunfó en festivales nacionales e internacionales, recibiendo más de 40 premios. Su siguiente cortometraje, Niño vudú (2004), ahondaba en la vida de un adolescente en el verano de 1968, cuando un encuentro fortuito con el guitarrista Jimi Hendrix le cambiaba la vida. En el año 2007 y 2008 recibió sendas nominaciones a los Premios Goya por los cortometrajes Equipajes y El anónimo Caronte (este último sobre la historia de Joan Ferrer, un extra que participó en El verdugo de Luis García Berlanga). Con estos dos trabajos recibió más de 40 premios en diferentes certámenes y festivales de cine. En el año 2012 estrenó su primer largometraje, El perfecto desconocido, interpretado por el actor irlandés Colm Meaney, que se estrenó en el Festival Internacional de Busán (Corea del Sur) y estuvo en la Sección Oficial de la Seminci (Valladolid). En 2013 inició su carrera como productor junto al cineasta Marcos Cabotá, con la creación de la productora Strange Friends. Han producido dos cortometrajes (Foley Artist y 24 horas con Lucía); I am your father un largometraje documental sobre David Prowse, el actor que interpretó a Darth Vader; la película El destierro de Arturo Ruiz Serrano y Noctem de Marcos Cabotá. Foley Artist, escrito y dirigido por Toni Bestard, fue finalista a los Premios Goya 2015, y recibió unos cuarenta premios. Entre 2017 y 2019, realizó tres cortometrajes,Talia, El Sueño Efímero y Background. A finales de 2019 se estrenó en varios festivales de cine su tercera película, Pullman, una historia sobre la infancia basada en su cortometraje El viaje. 
En 2022 estrenó su primera serie, "Furia" y en 2024 dirigió los dos primeros capítulos de la serie "Norats". Su próximo proyecto es "Render" una película donde vuelve a explorar el terreno del "metacine", ahora en clave de terror.
Toni Bestard compagina su carrera como director y productor con la docencia audiovisual y la música (es fundador y teclista de la banda mallorquina "Lost in Translation")

### Otros afines
Toni Bestard fue presidente de la Asociación de Cineastas de las Islas Baleares (ACIB), entre los años 2013 y 2015, siendo sustituido de su cargo por Marga Melià. Es Miembro de la Academia de las Artes y las Ciencias Cinematográficas de España, y de la Academy of Motion Pictures Arts and Sciences de Hollywood, en la rama de cortometrajes de ficción.

## Largometrajes
- El perfecto desconocido (2012)
- I Am Your Father (2015)
- Pullman (2020)

## Series
- Furia (2022)
- Norats (2024)

## Premios y reconocimientos
- Nominado Mejor Cortometraje de Ficción por Equipajes (Premios Goya, 2007)
- Nominado Mejor Cortometraje Documental por El anónimo Caronte (Premios Goya, 2008)
- Nominado Mejor Largometraje Documental por I Am Your Father (Premios Goya, 2015)
- Nominado Mejor Largometraje Documental por I Am Your Father (Premios José María Forqué, 2015)
- Ganador Mejor Cortometraje y Mejor Montaje y nominado Mejor Dirección, Mejor Guion y Mejor Sonido -Rubén Pérez- por Background (Premios Fugaz al cortometraje español, 2019)
- Nominado Mejor Largometraje Documental por I Am Your Father (Premios Círculo de Escritores Cinematográficos, 2015)
- Mejor Ópera Prima Internacional por El perfecto desconocido (Festival de Galway, Irlanda, 2012)
- Finalista Mejor Cortometraje de Ficción por Foley Artist (Premios Goya, 2014)
- Premio Onda Cero Mallorca por I Am Your Father (Premios Goya, 2015)
- Premio Fugaz al Mejor Cortometraje del Año por Background (Premios Fugaz, 2019)
- Premio A3Series al Mejor Cortometraje por Background (Festival de Málaga 4k, 2019)
- Premio Mejor Largometraje por Pullman (Premios Mallorca Cinema, 2019)
- Premio Ramon Llull Rotary Club Mallorca 2008

Otros Premios y Menciones

Cortometraje El viaje (2002-2003)
Premio Pantalla Balear al Mejor Cortometraje III Festival de Cortometrajes de las Islas Baleares-
Premio Mejor Cortometraje Festival de Cine de Arona (Tenerife)-
Mención Especial a la Mejor Interpretación Festival de Arona (Tenerife)-
Premio Mejor Corto Festival de Cine Joven de San Sebastián de los Reyes (Madrid)-
Premio Mejor Guion Festival de Cine de Mieres (Asturias)-
2º Premio Festival de Jóvenes Realizadores de Zaragoza-
Mención Especial del Jurado Festival de Cine de Irún (Guipúzcoa)-
Premio del Público Festival Imacine (Las Palmas)-
Premio Yelmo Cineplex Festival Curt Ficcions (Barcelona)-
2º Premio Certamen de Cortos de Carabanchel (Madrid)-
Premio del Público Certamen de Cortos de Carabanchel (Madrid)-
Premio al Mejor Cortometraje Festival Ibérico de Badajoz-
Premio a la Mejor Fotografía Festival Ibérico de Badajoz-
Premio al Mejor Cortometraje Certamen de Cortos de Caja Madrid-
Premio al Mejor Cortometraje Mirador Café (Menorca)-
Premio al Mejor Cortometraje Festival de Sagunto (Valencia)-
Premio del Público Festival de Manlleu (Barcelona)-
Mención Especial del Jurado Festival de Manlleu (Barcelona)-
Premio del Público Festival Internacional de Peñiscola-
Mención Especial del Jurado Festival Internacional de Almería-
2º Premio Festival de Avilés (Asturias)-
Premio del Público Festival de Cortos de Lepe (Huelva)-
Mención a la Mejor Fotografía Festival de Cortos de Lepe (Huelva)-
Premio Miguel Picazo Festival de Cine de Guadalajara-
Premio Mejor Corto Fascurt (Masnou, Barcelona)-
Premio Mejor Guion Festival de Cine de Alfás del Pí (Alicante)-
Premio ART JOVE 2003 Baleares-
Premio al Mejor Guion Festival de Cine de Girona-
Segundo Premio Festival de Cortometrajes de Albacete-
Premio del Público Festival de Cortometrajes Pais de Bidasoa (Navarra)-
Premio FUJI al Mejor Cortometraje Español MECAL Festival Internacional de Cine de Barcelona-
Premio al Mejor Guion 35 Muestra de Cine del Atlántico de Cádiz-
Premio al Mejor Corto Nacional Festival de La Boca del Lobo-
2º Premio Certamen Unicaja de Video Eurovideo (Málaga)-
Premio al Mejor Director Festival Internacional de Cine de Ourense-
Premio al Mejor Cortometraje Festival de Cine Español y Latinoamericano de Bruselas (Bélgica)-
2º Premio Festival de Cine Aula 18 El Entrego (Asturias)-
Premio al Mejor Cortometraje Festival de Temática Social de Barcelona-
Mención del Jurado Festival de Cortometrajes de La Laguna (Tenerife)-
Mención Especial del Jurado Festival Internacional de Cine de Cartagena de Indias (Colombia)-
Tercer Premio Festival "Vamos para largo..." de Image Film (Barcelona)-
Premio al Mejor Cortometraje Internacional I Festival Internacional de Cortometrajes y Escuelas de Cine El Espejo Bogotá (Colombia)-
2º Premio en el Festival de Cine de Lenola (Italia)-
Cortometraje Niño Vudú (2004-2005)
Premio al Mejor Actor y Mejor banda sonora en el Festival de Jóvenes Realizadores de Zaragoza-
3er Premio en la Semana de Cine Español de Carabanchel (Madrid)-
2º Premio en el Certamen Villa de Avilés (Asturias)-
Primer Premio en el Festival FOC Cinema (Castellón)-
Tercer Premio en el Festival de Cortometrajes de Daganzo (Madrid)-
2º Premio en el Festival Baumann de Terrassa (Barcelona)-
Premio al Mejor Corto Festival Internacional de Cine Independiente de Atenas (Grecia)-
Premio Kodak al Mejor Director Festival Incurt (Tarragona)-
Premio del Público en el Festival de Cortometrajes de las Islas Baleares (Fonart)-
Cortometraje Equipajes (2006-2007)
Primer premio en el Festival de Ciutat de Valls (Tarragona)-
Premio Mejor Cortometraje XI Festival de Zaragoza-
Premio Mejor Actriz XI Festival de Zaragoza-
Premio Mejor Guion en XI Festival de Zaragoza-
Premio Mejor Corto de Comedia CINAIR 2007-
Premio del Público Festival de Palencia-
Premio del Público Visual Sound (Barcelona)-
Premio Mejor Corto con Proyección Internacional Cortogenia (Madrid)-
Premio Mejor Corto Décimo Aniversario CurtFiccions (Barcelona - Madrid)-
Premio del Público Festival de Cambrils-
Premio Comunidad de Madrid-
Premio Mejor Actriz Festival de Móstoles (Madrid)-
Premio Mejor Guion Festival de Calella (Barcelona)-
Mención del Jurado Festival Villa de Avilés (Asturias)-
Segundo Premio Festival de San Juan de Alicante (Alicante)-
Premio del Público Festival de Erandio (Bilbao)-
Premio Mejor Cortometraje Festival Radio City (Valencia)-
Premio Mejor Actriz Festival de Torrelavega (Santander)-
Premio Mejor Corto Festival Cinemálaga (Málaga)-
Premio del Público Festival Agustí Comes (Vinarós - Castellón)-
Tercer Premio Festival de Ripollet-
Premio Mejor Corto Festival de Cortos de Tafalla-
Premio del Público Festival de Cortos de Tafalla-
Premio al Mejor Guion Festival de Cortos de Benicassim (FIB)-
Premio Mejor Guion Festival de Elche (Alicante)-
Tercer Premio Festival de Cortos de Llerena (Badajoz)-
Primer Premio Festival de Cine de Comedia de Tarazona (Zaragoza)-
Premio Mejor Actriz Festival de Astorga (León)-
Premio Mejor Cortometraje Festival de Pasaia - Ikuska (San Sebastián)-
Premio Mejor Maquillaje Silence Saturn Film Festival (Bélgica)-
Mención Especial del Jurado III Certamen de Cortos Visualia (Brunete)-
Premio Mejor Cortometraje XV Festival de Cines de España y América Latina de Bruselas-
Premio del Público Festival Metropolis (Barcelona)-
Mención Especial del Jurado Festival de Cortos TOM – ACERT-
Premio Corto Cortissimo Festival Circolo del CineSogni (Italia)-
Premio a la Mejor Actriz Certamen de Cine Terrassa-
Premio a la Mejor Actriz Film Festival Salento Finibus Terrae-
Premio al Mejor Guion FilmFestival Salento Finibus Terrae-
Cortometraje El anónimo Caronte (2007-2008)
Festival de Cortos de Aguilar de Campoo (Palencia)-
Festival Internacional de Cortos de San Roque (Cádiz)-
Festival de Cortometrajes "El Sector" (Madrid)-
Festival de Cortometrajes de Sax (Alicante)-
Festival Internacional de Cinema Jove (València)-
Festival Ocular La Selva del Camp (Tarragona)-
Festival de Cine de Girona-
Art Nalón Corto 2008 (Asturias)-
Festimatge de Calella (Barcelona)-
Cortometraje Foley Artist (2014-2015)
Mejor Cortometraje Aguilar de Campoo (Palencia)-
Mejor Montaje Aguilar de Campoo (Palencia)-
Premio a la Distribución Aguilar de Campoo (Palencia)-
Mejor Cortometraje Jurado Joven Aguilar de Campoo (Palencia)-
Mejor Cortometraje Festival de Canovelles Cortoespaña (Barcelona)-
Mejor Director Festimatge Calella (Barcelona)-
Mejor Cortometraje Festival Arenas de San Pedro Cortoespaña (Ávila)-
Premio del Público Festival de Cine de Fuengirola (Málaga)-
Mejor Cortometraje Festival Black & White Oporto (Portugal)-
Premio Honorífico Salva Regües Requena y Acción (Valencia)-
Mejor Cortometraje en el Festival Cinemart de Pineda de Mar (Barcelona)-
Mejor Guion Festival de San Juan de Alicante -
Mejor Corto Festival de San Juan de Alicante-
Mejor Corto del Jurado Festival de Vinarós – Agustí Comes (Castellón)-
Mejor Corto Festival de Cortometrajes de El Paso (Tenerife)-
Mejor Corto Festival Internacional de Cortometrajes de Buenos Aires (Argentina)-
Mejor Mediometraje en Trani International Film Festival (Italia)-
Mejor Cortometraje Festival de Santa Margarita Cortoespaña (Mallorca)-
Mejor Corto Festival de Cine Solidario de Guadalajara-
Mejor Corto en Som Cinema (Lleida)-
Mención especial del jurado en Festival Octubre Corto (La Rioja)-
Mejor Corto Festival de Pradejón Cortoespaña (La Rioja)-
Mejor Corto Festival de Almonte Cortoespaña (Huelva)-
Mejor Corto Festival de Villafranca i el Penedés-
Premio del Público Certamen Internacional de Cortometrajes Ciudad de Soria-
Premio del Jurado Mayor Certamen Internacional de Cortometrajes Ciudad de Soria-
Mejor Corto Festival de Cuenca Cortoespaña-
Premio del Jurado Festival de Cine de La Solana (Ciudad Real)-
Mejor Corto Festival La Lastrilla – Cortoespaña (Segovia)-
Premio del Público Dresden Film Festival (Alemania)-
Mejor Sonido Dresden Film Festival (Alemania)-
Mejor banda sonora en Festival Palencia Sonora-
Mejor Sonido en el Festival The Unprecedented Cinema (Estonia)-
Cortometraje Talia (2004-2005)
Premio al Mejor Cortometraje "La Otra Mirada" Semana del Cine de Medina del Campo (Valladolid)-
Mejor Cortometraje Certamen de Cortos Palma Activa (Mallorca)-
Mención Especial del Jurado 6th Evolution Film Festival (Mallorca)-
Premio a la Mejor Actriz Festival Internacional de Cine Educativo y Espiritual (Salamanca)-
Premio Mejor Cortometraje Dea Film Festival (Albania)-
Premio Especial del Jurado Festival contra la Violencia de Género (Jaén)
Cortometraje El sueño efímero (2007-2008)
Mejor Cortometraje Documental Festival Internacional de Cine de Elche (Alicante)-
Mejor Documental Festival Som Lleida (Lleida)
Cortometraje Background (2018-2020)
Premio de la Crítica 20 Semana del Cortometraje Comunidad de Madrid (Madrid)-
Premio Mejor Cortometraje Jurado Joven 24 Festival Ibérico de Badajoz (Extremadura)-
Premio Mejor Cortometraje 17 Certamen Internacional de Cortometraje de Llerena (Badajoz)-
Premio Mejor Interpretación 16 Certamen de Cortos Por Caracoles (Sevilla)-
Premio Mejor Corto Festival de Vilaseca (Tarragona)-
Premio Mejor Cortometraje 7th Evolution Film Festival (Mallorca)-
Premio Mejor Cortometraje Cortada (Vitoria)-
Premio Mejor Cortometraje Europeo Salerno Film Festival (Italia)-
Premio Fugaz al Mejor Cortometraje (España)-
Premio Fugaz al Mejor Montaje (España)-
Premio Mejor Cortometraje Festival de Sax (Alicante)-
Premio Mejor Cortometraje Festival Huellas Les Landes (Francia)-
Mención Especial del Jurado en Shorts México (México)-
Premio A3Series al Mejor Cortometraje Festival de Málaga 4k (Málaga)